# 알렉산드르 케렌스키

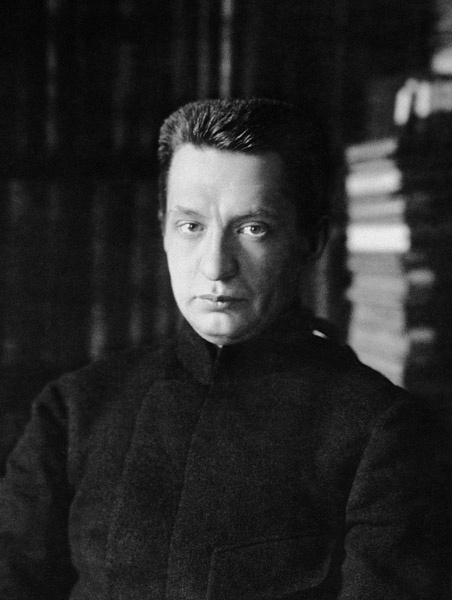
알렉산드르 표도로비치 케렌스키

알렉산드르 표도로비치 케렌스키(러시아어: Алекса́ндр Фёдорович Ке́ренский, 1881년 5월 4일, 심비르스크(현재 울리야놉스크 주 울리야놉스크 ~ 1970년 6월 11일)는 제정 러시아의 정치가로 러시아 혁명 때 트루도비키의 영수이자 총리를 지냈다. 볼세비키에 의한 10월 혁명 후 핀란드와 영국을 거쳐 프랑스로 망명했고, 1939년 제2차 세계 대전이 터지자 나치 독일을 피해 대서양을 건너 미국에 정착했다. 향년 89세로 뉴욕에서 사망했다.

## 생애
상트페테르부르크 대학교 출신의 변호사였던 그는 정치범 변론으로 이름을 얻은 1905년 사회주의혁명당에 가입해 정치 활동을 시작했고, 1912년 제4차 두마(제정 러시아의 의회)에 러시아노동당 소속으로 진출해 제도권 정계에 발을 들여놓았다.

### 2월 혁명
아직 전선에서는 독일군과 치열한 혈투를 벌이던 1917년 3월 15일, 이른바 2월 혁명 니콜라이 2세가 퇴위했다. 혁명 직후 사회주의혁명당으로 복귀해 상트페테르부르크 소비에트 부의장을 맡으며 새 러시아의 권력 중심부로 들어갔다. 혁명의 결과로 러시아에 공화정 형태의 임시정부가 수립되자 법무부 장관, 국방부 장관을 거쳐 7월에는 총리가 되었다.
정치 활동 초기부터 온건 사회주의자로 일관한 그는 법무부 장관이 되자마자 사형제를 폐지하고 언론 자유를 확대하고 보통선거제 도입을 꾀하는 등 민주주의 개혁에 박차를 가했다. 러시아의 전 역사를 통해 사형제가 없었던 시절은 그가 정부에 머물러 있던 7개월 남짓뿐이었다. 그러나 전선에서는 계속 사형제가 유지되었다.
그러나 전쟁에 지친 군인들과 일반 민중의 뜻을 거스르며 독일과의 강화에 반대했다. 러시아력으로 4월 18일에 임시정부 외무장관 밀류코프가 혁명으로 러시아가 전선에서 이탈할 것을 우려하는 서방연합국에게 전쟁 지속을 밝힌 바 있는데, 케렌스키도 이 입장을 지지했다. 실제로 7월에는 오스트리아-헝가리 육군을 공격하라는 명령을 내리기도 했다. 점차 케렌스키가 주도하는 공화정에 대해 좌우 양측으로부터 위기가 닥쳐왔다.
먼저 9월에는 라브르 코르닐로프 장군이 우익독재 수립을 위한 쿠테타를 일으켰다. 전선의 군부대를 동원, 모스크바로 진격했지만, 정쟁을 중단한 볼셰비키와 멘셰비키가 진압하는 데 성공했다. 그러나, 케렌스키는 이 음모에 연루되었다는 비난을 면치 못했다.
이 무렵 레온 트로츠키가 볼세비키에 가담했다. 이미 독일의 지원으로 망명지 스위스에서 핀란드를 거쳐 러시아로 돌아온 블라디미르 레닌이 지도하는 볼세비키는 정국의 주도권을 잡아가고 있었고, 트로츠키의 가담으로 군사 부문도 강화되었다. 트로츠키의 지도로 탄생한 적위대가 훗날 붉은 군대의 전신이 되는 적위대이다. 전쟁을 지속하려던 케렌스키가 제정 러시아처럼 배고픔 문제를 해결하지 못하자 볼세비키는 "평화와 빵을"이라는 구호로 점점 세력을 넓혀나갔다(독일이 레닌을 이때 러시아로 보낸 것은 케렌스키의 정책이 환영받지 못할 것이라는 분석 하에 러시아를 전선에서 이탈시키기 위한 것이었다. 덕분에 1920년대 독일과 소련은 상당히 사이가 좋았다).

### 10월 혁명
결국 10월, 대중의 지지를 잃은 케렌스키는 볼세비키가 주도한 10월 혁명으로 여자로 변장한 채 모스크바에서 탈출한다. 탈출 후 자신을 겨냥하며 쿠테타를 일으켰던 코르닐로프 장군은 1918년 4월에 적군한테 전사당했다. 결국 케렌스키는 프랑스로 망명했고, 1940년에는 미국으로 망명했다.
독소전쟁이 발발하자, 그는 스탈린에게 서한을 보내 지지를 표했으나, 스탈린은 이에 대해 답장을 보내지 않았다. 그러나 케렌스키는 전쟁기간 동안 BBC에서 소련의 전쟁노력을 지지하는 방송에 종사하였다.
스탈린의 반대 세력이었다가 멕시코시티에서 암살당한 트로츠키와 달리, 케렌스키는 89세까지 살아남았고, 《러시아혁명 회상록》과 《사료집》을 집필하였다.